# Have a Cigar
«Have a Cigar» (с англ. — «Закуривай») — песня британской рок-группы Pink Floyd, третий трек на альбоме Wish You Were Here, открывающий вторую сторону пластинки. Также была выпущена синглом, причём если в США стороной «Б» являлась предшествовавшая ей на альбоме и связанная с ней по тематике композиция «Welcome to the Machine», то во Франции, Нидерландах и Италии на стороне «Б» была первая часть композиции «Shine On You Crazy Diamond».

## О композиции
Текст песни, как и музыка, написан Роджером Уотерсом и говорит об изъянах музыкальной индустрии, о погоне за деньгами, не оставляющей места для творчества.
Начинается песня с риффа, исполняемые на электрической и бас-гитарах. Далее вступает ещё одна гитара и многочисленные клавишные инструменты. После двух куплетов начинается гитарное соло, которое оканчивается эффектами, дающими впечатления радиопередачи. В самом конце звучит звук переключения радиостанций, связывающий песню со следующей композицией «Wish You Were Here», начинающейся со звуков радио.
В качестве вокалиста на запись был приглашён Рой Харпер, который во время записи их альбома работал в одном из соседних помещений студии «Эбби Роуд» над своим собственным альбомом.

## Участники записи
- Роджер Уотерс — бас-гитара
- Дэвид Гилмор — электрогитара, дополнительные клавишные
- Ричард Райт — Wurlitzer electric piano, ARP String Synthesizer, Minimoog, Hohner clavinet D6
- Ник Мэйсон — ударные
- Рой Харпер — вокал

## Кавер-версии
- В 1979 году Warner Bros. Records выпустила 12" сингл, содержащий диско-версию «Have a Cigar» из трибьют-альбома Discoballs: A Tribute to Pink Floyd в исполнении Rosebud (стороной «Б» в этом сингле также являлась диско-версия «Money»). Сингл достиг четвёртой позиции в чарте Billboard’s Disco Top 80 к июню 1979.
- В 1993 году американская рок-группа Primus включила «Have a Cigar» в свой мини-альбом Miscellaneous Debris. При этом в тексте первого куплета произошли изменения — вместо вопроса «Which one’s Pink?» спрашивалось, кто такой Боб Кок.
- В 1999 году Foo Fighters записали кавер-версию этой песни, которая затем вышла в составе сингла «Learn to Fly», в 2000 гитарист Брайан Мэй записали ещё одну версию этого кавера для саундтрека к фильму «Миссия невыполнима 2».
- В 2002 году коллектив Vitamin String Quartet, исполняющий кавер-версии песен на струнных инструментах, записал версию этой песни для альбома The String Quartet Tribute To Pink Floyd.